# Wilkes-Barre
Wilkes-Barre és una població del Comtat de Luzerne a l'estat de Pennsilvània (Estats Units d'Amèrica).

## Demografia
Segons el cens del 2000 tenia 43.123 habitants, 17.961 habitatges, i 9.878 famílies. La densitat de població era de 2.430,6 habitants per km².
Per edats la població es repartia de la següent manera: un 19,9% tenia menys de 18 anys, un 12,6% entre 18 i 24, un 26,1% entre 25 i 44, un 20,8% de 45 a 60 i un 20,6% 65 anys o més.
L'edat mediana era de 39 anys. Per cada 100 dones de 18 o més anys hi havia 90,7 homes.
Cap de les famílies estaven per davall del llindar de pobresa.

## Poblacions properes
El següent diagrama mostra les poblacions més properes.

## Persones il·lustres
- Franz Kline (1910 − 1962), pintor associat al grup de l'expressionisme abstracte
- Joseph L. Mankiewicz (1909 - 1993), guionista i director de cinema
- Edward Bok Lewis (1918-2004) biòleg i genetista, Premi Nobel de Medicina o Fisiologia de l'any 1995.
- William Daniel Phillips (1948-) físic, Premi Nobel de Física de l'any 1997.